# Lutrochus arizonicus
Lutrochus arizonicus är en skalbaggsart som beskrevs av Brown och Murvosh 1970. Lutrochus arizonicus ingår i släktet Lutrochus och familjen Lutrochidae. Inga underarter finns listade i Catalogue of Life.